# Автоматична ідентифікація та збір даних
Автоматична ідентифікація та захоплення даних (АІЗД) відноситься до методів автоматичної ідентифікації об'єктів, збору даних про них та введення їх безпосередньо в комп'ютерні системи без участі людини. Технології, які зазвичай розглядаються як частина АІЗД, включають QR-коди, штрих-коди, радіочастотна ідентифікація (RFID), біометричні дані (наприклад, райдужна оболонка та система розпізнавання обличчя), магнітні смуги, оптичне розпізнавання символів (OCR), смарт-карти та розпізнавання голосу . АІЗД також називають «автоматичною ідентифікацією» та «автоматичним захопленням даних».  

АІЗД — це процес або засіб отримання зовнішніх даних, зокрема, шляхом аналізу зображень, звуків чи відеозаписів . Для збору даних використовується перетворювач, який перетворює фактичне зображення або звук у цифровий файл. Потім файл зберігається, а згодом його можна аналізувати комп'ютером або порівнювати з іншими файлами в базі даних для перевірки ідентичності або надання дозволу на введення захищеної системи. Захоплення даних може здійснюватися різними способами; найкращий метод залежить від застосування.
У системах біометричної безпеки, захоплення — це набуття або процес набуття та ідентифікації таких характеристик, як зображення пальця, зображення долоні, зображення обличчя, друк райдужної оболонки або голосовий друк, що включає аудіодані, а все інше включає відеодані.
Радіочастотна ідентифікація є відносно новою технологією АІЗД, яка була вперше розроблена в 1980-х роках. Ця технологія є основою в автоматизованих системах збору, ідентифікації та аналізу в усьому світі. RFID знайшов своє значення на широкому діапазоні ринків, включаючи ідентифікацію худоби та системи автоматизованої ідентифікації транспортних засобів (AVI) через свою здатність відслідковувати рухомі об'єкти. Ці автоматизовані бездротові системи АІЗД ефективні у виробничих середовищах, де мітки штрих-коду не змогли вижити.

## Огляд методів автоматичної ідентифікації
Майже всі технології автоматичної ідентифікації складаються з трьох основних компонентів, які також містять послідовні кроки в кодері даних АІЗД.
Код — це набір символів або сигналів, які зазвичай представляють буквено-цифрові символи. Коли дані кодуються, символи переводяться в машиночитаний код. Мітка або тег, що містить закодовані дані, додається до елемента, який повинен бути ідентифікований. Машина читання або сканер. Цей пристрій зчитує кодовані дані, перетворюючи їх в альтернативну форму, зазвичай електричний аналоговий сигнал.
Дешифратор даних. Цей компонент перетворює електричний сигнал в цифрові дані і, нарешті, повертається в початкові буквено-цифрові символи.

## Захоплення даних з друкованих документів
Одним з найбільш корисних прикладних завдань збору даних є збір інформації з паперових документів та збереження її в базах даних (СУС, УКМ та інших систем). Існує кілька типів основних технологій, що використовуються для збору даних відповідно до типу даних:  
- OCR — для розпізнавання друкованого тексту[2]
- ICR — для розпізнавання тексту, роздрукованого вручну
- OMR — для розпізнавання знаків[3]
- OBR — для розпізнавання штрих-кодів[4]
- BCR — для розпізнавання штрих-коду[5]
- DLR — для розпізнавання рівня документа

Ці основні технології дозволяють витягувати інформацію з паперових документів для подальшої її обробки в корпоративних інформаційних системах, таких як УКМ, СУС та інші.  
Документи для збору даних можна розділити на 3 групи:
структуровані, напівструктуровані та неструктуровані .  
Структуровані документи (анкети, тести, страхові форми, податкові декларації, бюлетені тощо) мають абсолютно однакову структуру та зовнішній вигляд. Це найпростіший тип збору даних, оскільки кожне поле даних розташоване в одному і тому ж місці для всіх документів.  
Напівструктуровані документи (рахунки-фактури, замовлення на придбання, накладні тощо) мають однакову структуру, але їх зовнішній вигляд залежить від кількості позицій та інших параметрів. Захоплення даних з цих документів є складним, але вирішуваним завданням.
Неструктуровані документи (листи, договори, статті тощо) можуть бути гнучкими за структурою та зовнішнім виглядом.

## Інтернет та майбутнє
Ідея така ж проста, як її застосування є важким. Якщо всі банки, книги, взуття чи частини автомобілів обладнані мізерними пристроями, що розпізнають, повсякденне життя на нашій планеті зазнає трансформації. Такі речі, як не вистачає на складі або витрачається продуктів, більше не існуватимуть, оскільки ми точно будемо знати, що споживається з іншого боку земної кулі. Крадіжка буде справою минулого, оскільки ми будемо знати, де продукт знаходиться у всі часи. Підробляння важливих або дорогих предметів, таких як ліки, запчастини або електронні компоненти, буде зменшено або усунуто, оскільки виробники чи інші суб'єкти ланцюгів поставок завжди будуть знати, де знаходиться їхня продукція. Витрата або псування продукту буде зменшено, оскільки екологічні датчики будуть попереджувати постачальників чи споживачів, коли чутливі продукти піддаються надмірному впливу тепла, холоду, вібрації чи інших ризиків. Ланцюги поставок працюватимуть набагато ефективніше, оскільки постачальники поставлятимуть лише ту продукцію, яка потрібна тоді, коли і де вони потрібні. Споживчі та постачальницькі ціни також повинні знижуватися відповідно.
Глобальна асоціація Auto-ID Labs була заснована в 1999 році і складається з 100 найбільших компаній світу, таких як Wal-Mart, Coca-Cola, Gillette, Johnson & Johnson, Pfizer, Procter & Gamble, Unilever, UPS, компанії, що працюють в секторі технологій, такі як SAP, Alien, Sun, а також п'ять академічних науково-дослідних центрів. Вони базуються в наступних університетах; MIT у США, Кембриджський університет у Великій Британії, Університет Аделаїди в Австралії, Університет Кейо в Японії та ETH Цюрих, а також Університет Сент-Галлена у Швейцарії.
Auto-ID Labs пропонує концепцію майбутнього ланцюга поставок, що базується на Інтернет-об'єктах, тобто глобальному застосуванні RFID. Вони намагаються гармонізувати технологію, процеси та організацію. Дослідження зосереджено на мініатюризації (має на меті розмір 0,3   мм / чіп), зниження ціни за один пристрій (орієнтоване приблизно на 0,05 долара за одиницю), розробка інноваційних програм, таких як оплата без будь-якого фізичного контакту (Sony / Philips), домотики (одяг, оснащений радіотегами та розумними пральними машинами), а також спортивні змагання (час на Берлінському марафоні).

## AIDC 100
AIDC 100 — це професійна організація в галузі автоматичної ідентифікації та збору даних (АІЗД). Ця група складається з осіб, які внесли істотний внесок у просування галузі. Підвищення розуміння бізнесом процесів та технологій АІЗДє головними цілями організації.